# Pirosarcú törpelóri
A pirosarcú törpelóri (Parvipsitta concinna), korábban törpe pézsmalóri, a madarak osztályába, a papagájalakúak (Psittaciformes) rendjébe és a szakállaspapagáj-félék (Psittaculidae) családjába, azon belül a lóriformák (Loriinae) alcsaládjába tartozó faj.

## Előfordulása
Ausztrália területén és Tasmania szigetén honos.

## Megjelenése
Hossza 15 centiméter.

## Szaporodása
Fészekalja 2-5 tojásból áll, melyen 22 napig kotlik. A fiókák kirepülési ideje még 39-46 nap.